# Fiesta de las Cruces (Huancavelica)
La Fiesta de las Cruces,  también conocida como Pentecostés, es una de las celebraciones más significativas de Huancavelica. Esta festividad se caracterizada por la bajada de las cruces desde las cumbres de los cerros, se lleva a cabo 40 días después del Domingo de Resurrección, un evento que en el calendario católico conmemora la llegada del Espíritu Santo, esta emblemática fiesta hace que los creyentes se llenen de fervor y tradición.

## Historia
La celebración de Pentecostés dedicada al Espíritu Santo presenta un formato distinto en Huancavelica, en esta región, la comunidad rinde homenaje a las cruces de los barrios y del distrito. De este modo la festividad se desarrolla entre rituales indígenas y tradiciones españolas para honrar la cruz del Señor de Potocchi, la cruz del Señor de Oropesa, la cruz del Señor del Espíritu Santo y la Santísima Cruz Pata.
Es una tradición introducida por los primeros colonizadores españoles; para el inicio de la celebración las personas se preparan con entusiasmo, desde su origen en la época virreinato esta fiesta ha ido evolucionando .
Algunos lo celebran el Domingo de Ramos (Santa Ana y San Cristóbal), mientras que otros lo hacen una semana después (Ascensión y Yananaco), comenzando con la tradicional bajada de cruces, de manera festiva y con características culturales propias de cada localidad. Desde ese momento, las cruces son veneradas donde el mayordomo lo disponga, manteniendo viva esta tradición cultural de la celebración.

## Descripción General de la Fiesta

### Personajes Tradicionales de la Fiesta

#### Los Mayordomos
Son los organizadores principales de la fiesta, elegidos con un año de anticipación. Su función es coordinar todos los aspectos logísticos, religiosos y sociales, además de conseguir colaboraciones (toros, bandas, comida). Visitan a sus aliados durante festividades clave como Navidad, Todos los Santos o Santiago, promoviendo la cohesión social mediante el yaycupaco.

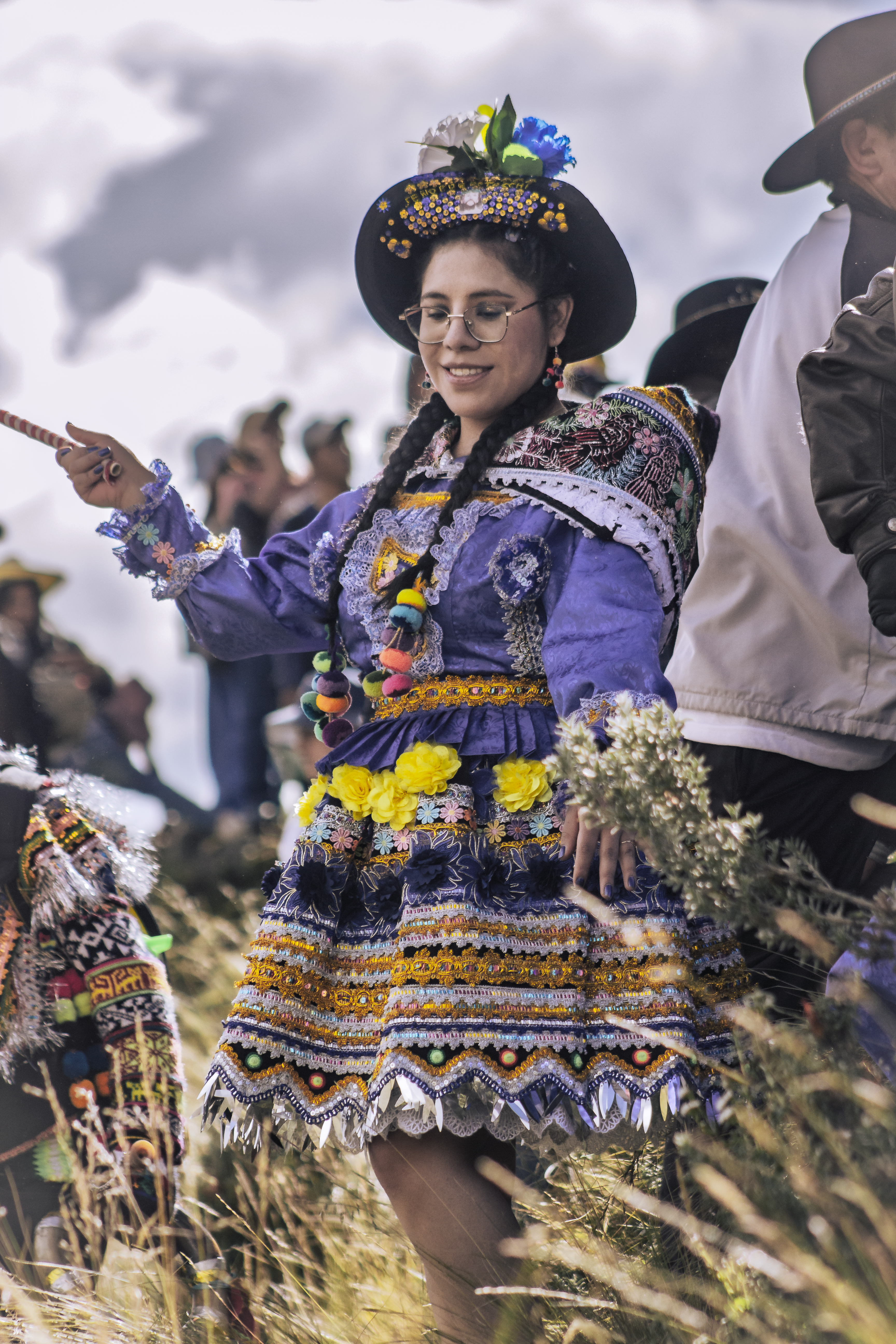
Capitana del barrio de Ascención en la bajada de cruces por la fiesta de pentecostés en Huancavelica 2025.

#### Los Capitanes
Responsables de cuidar y vestir las cruces todo el año, manteniendo las capillas de las cruces de sus respectivos barrios o distrito. Organizan actividades religiosas y procesiones, reparten coca, cigarro y aguardiente, y son reconocibles por portar la bandera del Perú y dirigir a los pitureros.

#### Los Obligados
Comprometidos con la donación de toros (de casta, media casta o regionales), realizan un ritual para confirmar su compromiso, que incluye la entrega de coca, velas, tocras, cigarrillos y cerveza. Ellos preparan al toro para el juego en el coso de mediante el "Toro Velay" y el rito de Turu Qawamuy.
Dentro de esta tradición existen elementos profundamente simbólicos ligados a la cosmovisión andina: encontramos el espuelas y montura del caballo, que es la preparación del jinete; las velas que representan las asas del toro; la coca, simboliza el pasto del toro y los pastelitos que representan sus heces. Todo ello tiene el propósito de lograr que el toro juegue con precisión y que el jinete no se canse. Es una forma de conectarse espiritualmente con el animal y con la tierra.

### Elementos Musicales y Culturales

#### Los Pitureros
Músicos tradicionales que ejecutan el “pito” (instrumento de viento), acompañado de tambor y bombo. Interpretan melodías dedicadas a los Cuatro Señores de Huancavelica y están profundamente vinculados con la comunidad Chopcca. Su vestimenta y repertorio son parte del Patrimonio Cultural de la Nación.

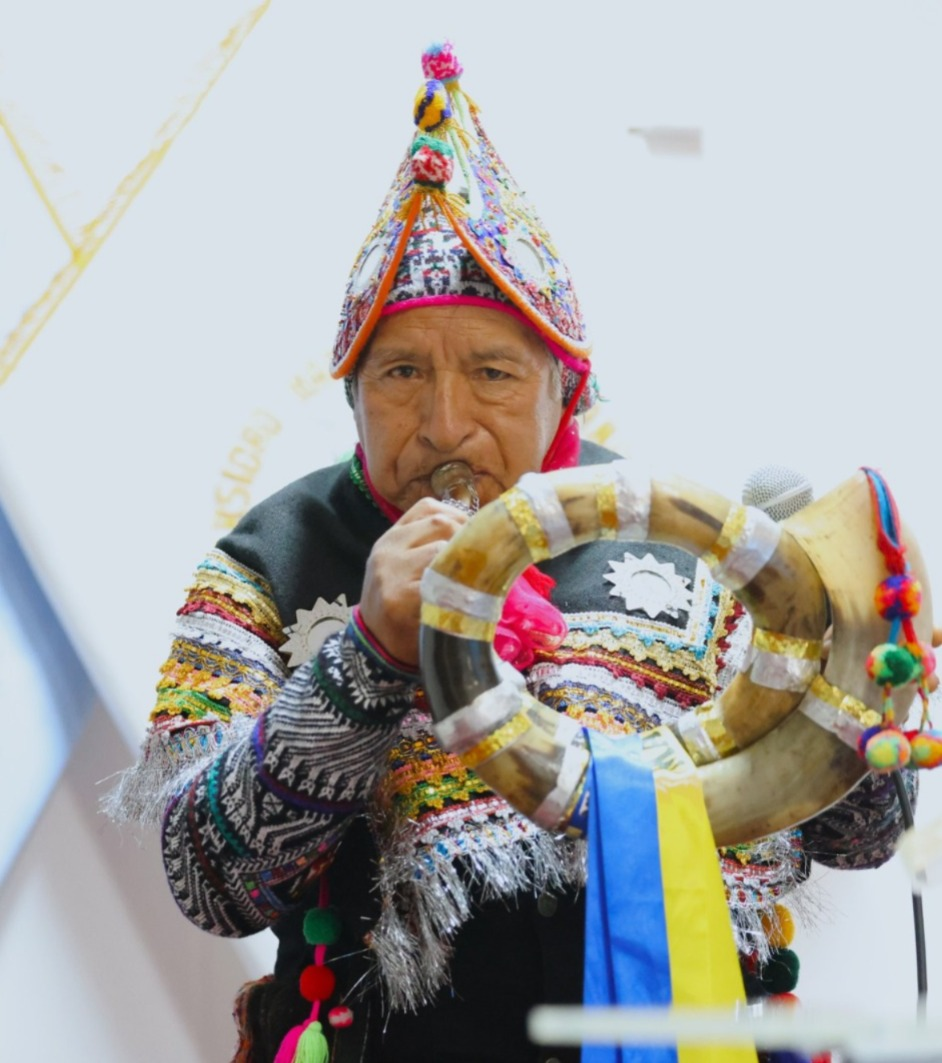
Hombre tocando el Waqrapuku.

#### El Waqrapuku
Instrumento musical hecho de cuernos de vacuno, también declarado Patrimonio Cultural del Perú (2013). Se usa para conducir a los toros y animarlos en el ruedo. Su uso está relacionado con rituales de protección y valentía.

#### Los Harawis
Cantos tradicionales interpretados por mujeres, dedicados a las cruces. Se entonan en quechua y representan alabanzas, recuerdos y mensajes de fe. Acompañados por instrumentos como tinyas y pinkullos, expresan el sincretismo andino-cristiano.

### Corridas de Toros (Toro Pukllay)
Son parte central del homenaje a las cruces. Cada barrio organiza su propia corrida, que incluye rituales previos como el Toro Velay y el Turu Qawamuy. Se celebra en el coso de San Cristóbal y aunque modernizado conserva elementos tradicionales. El rito es expresión del sincretismo entre la religiosidad andina y la tradición hispánica.
Históricamente los españoles organizaban corridas en las que obligaban a los indígenas a enfrentarse a toros bravos como una forma de espectáculo. El sufrimiento del indígena era motivo de diversión para los colonos. Esta práctica guarda similitudes con la Yawar Fiesta en regiones como Ayacucho y Apurímac, donde el cóndor (símbolo del indígena) se enfrenta al toro (símbolo del español), tal como lo narra José María Arguedas en su libro Yawar Fiesta.

## Nacimiento de una Tradición: El Toro Chutay
A diferencia de otras regiones, en Huancavelica no se hacía esta fiesta con simbolismos bien definidos, los hacendados simplemente ordenaban a sus trabajadores indígenas que entraran a jugar con los toros. Fue en este contexto donde, con el tiempo, los indígenas comenzaron a desarrollar una práctica propia: amarrar el toro a la cincha del caballo, lo que daría origen al Toro Chutay.
Esta tradición fue evolucionando a lo largo del siglo XIX (entre 1800 y 1850) y se consolidó como una expresión cultural local, acompañada de su propia música, conocida como el toril huancavelicano original, muy diferente al que se escucha actualmente, el toro Chutay no es solo una costumbre o fiesta, sino una representación simbólica de la lucha entre la cultura andina y la influencia de los conquistadores españoles.
La tradición del Toro Chutay, representa la práctica ancestral de “jalar el toro” desde el caballo, simboliza la valentía del indígena y su conexión con el pasado. Junto con esta tradición se agrega la del Toro Pukyay, que es una fusión entre la tradición española y andina, donde se juega con el toro en la plaza, tal como lo hacían los toreros españoles. Ambas prácticas coexisten en la actualidad y son fundamentales en la preservación de la identidad cultural huancavelicana. Estas han sido preservadas y transmitidas de generación en generación dentro de los distintos barrios tradicionales de Huancavelica: Santa Ana, Yananaco, San Cristóbal, y el distrito de Ascensión. Cada barrio ha aportado elementos únicos y ha enriquecido esta expresión cultural. Algunos nombres que han mantenido viva esta tradición son: Felipe Solano Requena (del barrio de Yananaco), Humberto Retamozo Morayra, Clodoaldo Solano Cencia, Juan Solano Jara Cepelin, Umanccara Huamán, entre otros.

## Conclusión
La Fiesta de las Cruces representa un fuerte componente de identidad cultural, religiosidad popular y sincretismo entre lo andino y lo hispano. Involucra a toda la comunidad en múltiples niveles: espiritual, organizativo, artístico y festivo. Es una manifestación viva del patrimonio intangible del Perú.